# Ramonet de Pinós i Mallorca
Ramonet de Pinós i Mallorca va ser un noble català del segle xiv, fill de Ramon Galceran de Pinós i Montcada i Saura de Mallorca i Puigbadró. Era net del rei Sanç I de Mallorca. Senyor de les baronies de Torà, Cellers i Ardèvol, territoris que tenia en feu del vescomte de Cardona. L'any 1370, comprà la baronia de Pinós al seu cosí Pere Galrceran II de Pinós i Mallorca. Es casà amb Alamanda de Requesens, amb qui tingué un fill, anometant Ramon, que heretà les baronies de Cellers i Pinós